# Psevdás
Psevdás (grec moderne : Ψευδάς) est un village chypriote situé dans le district de Larnaca et comptant plus de 1 261 habitants.